# Nicolas Le Berre
Pour les articles homonymes, voir Le Berre.
Nicolas Le Berre, né le 6 octobre 1976 à Brest, est un skipper français.

## Biographie
Nicolas Le Berre et Gildas Philippe remportent les Championnats d'Europe de 470 à Brest en 2003 et terminent à la 5e place des Jeux olympiques de 2004 à Athènes. Ils sont médaillés de bronze en 470 lors des Championnats du monde de voile 2005.